# آلدن دبلیو کلوزن
آلدن دبلیو کلوزن (به انگلیسی: Alden Winship "Tom" Clausen) (زاده ۱۷ فوریه ۱۹۲۳ – ۲۱ ژانویه ۲۰۱۳)، دارای نشان فرماندهِ رتبهٔ امپراتوری بریتانیا (CBE) و ششمین رئیس بانک جهانی از سال ۱۹۸۱ تا ۱۹۸۶ بود.
وی همچنین رئیس و مدیر عامل بنک آو امریکا در سال ۱۹۷۰ و دوباره در سال ۱۹۸۶ بود.